# Zsuzsa Bánk
Zsuzsa Bánk (Frankfurt am Main, 24 oktober 1965) is een Duits prozaschrijfster.

## Leven
Zsuzsa Bánk werd in 1965 geboren in Frankfurt am Main, als dochter van Hongaarse ouders. Na de Hongaarse  opstand van 1956 waren haar ouders naar het westen gevlucht. Ze is tweetalig opgegroeid.
Zij studeerde communicatiewetenschappen, politicologie en literatuurwetenschappen aan de Johannes Gutenberg-Universität Mainz in  Mainz en in Washington DC. Tijdens haar studie behield zij haar baan als boekenverkoopster, was zij stewardess bij Lufthansa en serveerster, om haar studie te betalen en in haar onderhoud te kunnen voorzien. Voor haar studie in de Verenigde Staten kreeg zij van het Fulbright-programma een hoogbegaafden stipendium.
Na haar studie werkte Zsuzsa Bánk eerst als freelance journalist voor Duitse dagbladen en daarna als economieredacteur voor Duitse tv-zenders. Zij draaide o.a. documentaires over de Deutsche Bank en lesmateriaal over de effectenbeurs. Sinds 2000 is zij fulltime schrijfster. Zij woont met haar man en kinderen in Frankfurt am Main.

## Werk
Sinds haar elfde schrijft Zsuzsa Bánk verhalen en hield zij een dagboek bij.
In haar debuutroman, De zwemmer, verwerkt zij een deel van de geschiedenis van haar ouders en haar familie in een verhaal dat zich afspeelt in Hongarije, kort nadat in 1956 de volksopstand is neergeslagen. Het land is min of meer stuurloos en Bánks hoofdpersonen zijn dolenden. Dit debuut is veel geprezen, om het “mooie taalgebruik”, de “zachte toon”, de meesterlijke verteltrant en de overtuigingskracht waarmee zij de “dynamiek van verwoesting” genadeloos tegen het licht houdt. Zij ontving hiervoor diverse prijzen.
Van de roman De lichte dagen werden in Duitsland meer dan 100 000 exemplaren verkocht. De reacties van Nederlandse recensenten liepen uiteen. J. IJbema noemde deze roman ‘een sterke opvolger van “De zwemmer”.’ Miriam Piters schreef op 25 februari 2013 op de literaire blog Tzum: “Het is een sprookjesachtige coming-of-ageroman die hier en daar strakker geredigeerd had mogen worden.“ Zij concludeert met: “haar boek roept weemoed op naar de lichte dagen“. 
Piters’ collega Maria Vlaar specificeert een soortgelijke kritiek in De Groene Amsterdammer. “In deze tweede roman van Bánk schuilt de tragiek achter de idylle […] Af en toe scheert ze daarmee langs de afgrond van de sentimentaliteit en neigt het persoonlijke naar het pathetische.” “En daarmee is het succes van De lichte dagen […] een uitzondering in het hedendaagse Duitse romanlandschap.”
“De lichte dagen lijkt een oefening in geduld, zowel voor de personages als voor de lezers”.
Uittreksels uit Duitse recensies over Schlafen werden wir später zijn te vinden via onderstaande link.

## Prijzen
In Duitsland ontving Zsuzsa Bánk verschillende prijzen voor haar werk.

- 2000: Open Mike-Preis (internationale prijs voor Duitstalige debutanten)
- 2002: -Literaturpreis (literatuurprijs van tv-zender ZDF voor het beste debuut)
- 2002: Mara-Cassens-Preis van het Literaturhaus Hamburg voor De zwemmer
- 2002: Literatuurprijs van de Jürgen Ponto-stichting
- 2003: Duitse boekenprijs (in 2005 is deze prijs veranderd in de Preis der Leipziger Buchmesse)
- 2003: Bettina von Arnimprijs voor het verhaal Unter Hunden
- 2004: Adelbert-von-Chamisso-Preis (literatuurprijs voor oorspronkelijk niet-Duitstalige schrijvers)
- 2008: 1e prijs internationale korte verhalenwedstrijd 2007 van de stad Mannheim

## Secundaire literatuur
- Christof Hamann: Ich kann warten, ja. Raum und Zeit in Zsuzsa Bánks Roman „Der Schwimmer“. In: Petra Meurer, Martina Ölke und Sabine Wilmes (Hrsg.): Interkulturelles Lernen. Mit Beiträgen zum Deutsch- und DaF-Unterricht, zu ‚Migranten‘-Bildern in den Medien und zu Texten von Özdamar, Trojanow und Zaimoglu. Aisthesis Verlag, Bielefeld 2009, ISBN 978-3-89528-748-0, pp.19–34 Inhoudsopgave
- Szilvia Lengl: Interkulturelle Aspekte in Zsuzsa Bánks Der Schwimmer, in: Interkulturelle Frauenfiguren im deutschsprachigen Roman der Gegenwart. Aspekte der interkulturellen Literatur und der Literatur von Frauen in den Werken von Terézia Mora, Zsuzsa Bánk und Aglaja Veteranyi im Vergleich zu den Werken von Nella Larsen und Gloria E. Anzaldúa. Thelem, Dresden 2012 (= Arbeiten zur neueren deutschen Literatur 24), ISBN 978-3-942411-41-7, pp. 135–198 Inhoudsopgave